# Ladislav Josef Čelakovský
Ladislav Josef Čelakovský ( * 29 de noviembre de 1834 - † 24 de noviembre de 1902 , Praga ) fue un botánico y pteridólogo checo . Desarrolló investigaciones sobre clasificaciones, y Morfología de la flora, además de la historia de la Botánica en República Checa.

## Vida
Ladislav Josef Čelakovský era hijo del poeta y traductor checo František Ladislav Čelakovský. Estudia en la Universidad Carolina de Praga. Desde 1860 trabaja en el Museo Nacional de Praga dando conferencias. Entre 1868 y 1883 investiga sobre la Flora de Rep. Checa.
En 1877 ingresa a la Academia Real de la Sociedad de Ciencias. De 1879 a 1900 estudia la Morfología y la Fisiología de los órganos sexuales de Gymnospermae. Esos trabajos fueron publicadoe por Alexander C.H. Braun. En 1880 obtiene la cátedra de Botánica de la Universidad de Praga. 
Era hermano del historiador jurídico Jaromír Čelakovský (1846-1914) y el padre del botánico Ladislav František Čelakovský (1864-1916).

## Honores

### Epónimos
Ladislav Josef Čelakovský fue honrado con:
- Subgénero del género Daphne: Celakovskya  Halda 1976

- Especies:
  - Anthe-matricaria × celakovskyi Geisenheyn. ex Domin
  - Anthechrysanthemum × celakovskyi Domin
  - Erigeron celakovskyi Rohlena
  - Astracantha celakovskyana (Freyn & Bornm.) Podlech
  - Lathyrus celakovskyi Širj.
  - Orchis celakovskyi Rohlena
  - Pulsatilla celakovskyana Domin
  - Stipa celakovskyi Martinovský

- La abreviatura «Čelak.» se emplea para indicar a Ladislav Josef Čelakovský como autoridad en la descripción y clasificación científica de los vegetales.[1]

## Algunas publicaciones
- Analytická květena Čech, Moravy a rakouského Slezska (Analysis of flora of Bohemia, Moravia and Austrian Silesia), Prague 1879, 1897.
- Prodromus květeny české (Prodromus of Czech flora),  Prague 1868-1889.
- Přírodopisný atlas rostlinstva (Natural historical atlas of vegetation), Prague 1866, 1873 and 1889.
- Rozpravy o Darwinově theorii (Debates on Darwin's theory),  Prague 1894.